# Eurocampus Deutsche Schule auf Mallorca
Eurocampus Deutsche Schule auf Mallorca ist eine deutsche Primar- und Sekundarstufenschule in Palma, der Hauptstadt der spanischen Insel Mallorca.
Es handelt sich um eine Privatschule in Trägerschaft des im Jahr 2000 gegründeten deutsch-spanischen Schulvereins auf Mallorca. Sie nahm den Schulbetrieb mit Beginn des Schuljahres 2002/03 mit 19 Schülern aus den vier Grundschuljahrgängen in dem Ort Arenal auf. Ein Jahr später zog sie in das Gebäude der schwedischen Schule in Palma um. Seit 2004 wurde das Schulgebäude mehrfach durch die deutsche Schule erweitert. Seit 2008 sind alle Jahrgänge von 1 bis 10 vorhanden, vorwiegend wird in zwei Jahrgänge übergreifenden Lerngruppen unterrichtet. Mit dem Schuljahr 2016 zog die Schule wieder zurück an den ersten Standort auf das Gelände der „La Porciúncula“. Im Schuljahr 2016/2017 hatte die Schule 115 Schüler.
Nach vier Jahren Grundschule schließt sich an dieser Schule eine zweijährige Orientierungsstufe an, auf die folgend die Schüler vom siebten bis zum zehnten Schuljahr binnendifferenziert auf den Niveaustufen von Gymnasium oder Realschule unterrichtet werden. Am Ende des zehnten Schuljahres kann der Realschulabschluss oder die Berechtigung zum Besuch der Qualifikationsphase der gymnasialen Oberstufe erworben werden. Seit 2009 hat die Schule die Erlaubnis, an den zentralen Abschlussprüfungen der Kultusministerkonferenz für deutsche Auslandsschulen teilzunehmen.
Als Fremdsprachen werden Spanisch, Katalanisch und Englisch ab dem ersten Schuljahr sowie Französisch ab dem siebten Schuljahr unterrichtet. Für die Schüler der ersten sechs Schuljahre besteht eine Hausaufgabenbetreuung.
Es besteht eine Kooperation mit der Deutschen Schule Barcelona, vor allem im Bereich der Abschlussprüfungen.
Der Besuch der Schule kostet ein monatliches Schulgeld für die Monate September bis Juli.